# Strobilacanthus
Strobilacanthus es un género monotípico de plantas con flores perteneciente a la familia Acanthaceae. Su única  especie: Strobilacanthus lepidospermus Griseb., es originaria de Panamá.

## Taxonomía
Strobilacanthus lepidospermus fue descrita por el botánico, geobotánico, pteridólogo, y fitogeógrafo alemán August Heinrich Rudolf Grisebach y publicado en  Bonplandia (Hanover) 6(1): 10, en el año 1858.